# Amstetten Thunder 2018
Questa voce raccoglie le informazioni riguardanti gli Amstetten Thunder nelle competizioni ufficiali della stagione 2018.

## AFL - Division I 2018

### Stagione regolare
| 31 marzo 2018, ore 14:00 2ª giornata | Styrian Bears | 6 – 14 (6-6 0-7 0-7 0-0) referto | Amstetten Thunder |  |

| 14 aprile 2018, ore 16:00 4ª giornata | Amstetten Thunder | 7 – 0 (0-0 0-0 7-0 0-0) referto | Carinthian Lions |  |

| 21 aprile 2018, ore 16:00 5ª giornata | Amstetten Thunder | 6 – 25 (0-0 6-0 0-19 0-6) referto | Styrian Bears |  |

| 5 maggio 2018, ore 16:00 6ª giornata | Carinthian Lions | 28 – 31 (7-3 7-3 14-6 0-19) referto | Amstetten Thunder |  |

| 13 maggio 2018, ore 15:00 7ª giornata | Maribor Generals | 6 – 31 (0-7 0-14 0-3 6-7) referto | Amstetten Thunder |  |

| 26 maggio 2018, ore 14:00 8ª giornata | Amstetten Thunder | 48 – 6 (21-0 7-6 13-0 7-0) referto | Sankt Pölten Invaders |  |

| 16 giugno 2018, ore 16:00 10ª giornata | Amstetten Thunder | 52 – 13 (14-0 17-13 21-0 0-0) referto | Maribor Generals |  |

| 23 giugno 2018, ore 16:00 11ª giornata | Sankt Pölten Invaders | 0 – 35 (0-14 0-7 0-7 0-7) referto | Amstetten Thunder |  |

### Playoff
| 7 luglio 2018, ore 16:00 Semifinale | Amstetten Thunder | 10 – 3 (0-0 7-3 3-0 0-0) referto | Vienna Vikings 2 |  |

| Sankt Pölten 21 luglio 2018, ore 15:00 Silver Bowl | Vienna Knights | 13 – 17 (6-0 0-7 0-0 7-10) referto | Amstetten Thunder | NV Arena (2500 spett.) |

## Statistiche di squadra
| Competizione      | %Vittorie | In casa | In casa | In casa | In casa | In casa | In casa | In trasferta | In trasferta | In trasferta | In trasferta | In trasferta | In trasferta | Totale | Totale | Totale | Totale | Totale | Totale |
| Competizione      | %Vittorie | G       | V       | N       | P       | Pf      | Ps      | G            | V            | N            | P            | Pf           | Ps           | G      | V      | N      | P      | Pf     | Ps     |
| ----------------- | --------- | ------- | ------- | ------- | ------- | ------- | ------- | ------------ | ------------ | ------------ | ------------ | ------------ | ------------ | ------ | ------ | ------ | ------ | ------ | ------ |
| Stagione regolare | .875      | 4       | 3       | 0       | 1       | 113     | 44      | 4            | 4            | 0            | 0            | 111          | 40           | 8      | 7      | 0      | 1      | 224    | 84     |
| Playoff           | 1.000     | 1       | 1       | 0       | 0       | 10      | 3       | 1            | 1            | 0            | 0            | 17           | 13           | 2      | 2      | 0      | 0      | 27     | 16     |
| Totale            | .900      | 5       | 4       | 0       | 1       | 123     | 47      | 5            | 5            | 0            | 0            | 128          | 53           | 10     | 9      | 0      | 1      | 251    | 100    |